# Romeo i Julia (film 1996)
Romeo i Julia – film z 1996 roku w reżyserii Baza Luhrmanna będący adaptacją sztuki Williama Shakespeare’a o tym samym tytule. W głównych rolach wystąpili Leonardo DiCaprio oraz Claire Danes.

## Opis fabuły
Fabuła filmu została przeniesiona we współczesność. Zamiast zamków występują drapacze chmur, a szpady zostały zamienione na pistolety. Oryginalne dialogi pozostały niezmienione. Występują zaledwie niewielkie skróty (zamiast np. sześciu wersów Capuletti recytuje tylko dwa z nich). Wspomniana broń również ma nazwy lub części nazw pozostawione, tak aby przypominały one swoje oryginalne odpowiedniki np. „Sword 9mm” (miecz 9 mm).
Akcja rozgrywa się w fikcyjnym miasteczku Verona Beach na Florydzie u schyłku XX wieku. Rozpoczyna się na stacji benzynowej, gdzie dochodzi do strzelaniny między zwalczającymi się gangami, związanymi z dwiema najważniejszymi rodzinami w mieście: Capuletich i Montekich. Na tym tle rozwija się wątek miłości dwojga młodych ludzi.

## Obsada
- Leonardo DiCaprio – Romeo Monteki
- Claire Danes – Julia Capulet
- John Leguizamo – Tybalt
- Harold Perrineau Jr. – Merkucjo
- Brian Dennehy – Ted Monteki
- Christina Pickles – Caroline Monteki
- Paul Sorvino – Fulgencio Capulet
- Diane Venora – Gloria Capulet
- Miriam Margolyes – pielęgniarka Angelica
- Paul Rudd – David Parys
- Pete Postlethwaite – ojciec Laurence
- Vondie Curtis-Hall – Escalus
- Jesse Bradford – Baltazar
- M. Emmet Walsh – aptekarz
- Zak Orth – Grzegorz
- Jamie Kennedy – Samson
- Dash Mihok – Benvolio
- Des’ree – piosenkarka na balu

## Nagrody i nominacje

### Amerykańska Akademia Sztuki i Wiedzy Filmowej–Oscar1997
- nominacja w kategorii Najlepsza scenografia – Brigitte Broch, Catherine Martin

### Międzynarodowy Festiwal Filmowy w Berlinie1997
- wygrana Nagrody Specjalnej im. Alfreda Bauera – Baz Luhrmann
- wygrana Srebrnego Niedźwiedzia w kategorii najlepszy aktor – Leonardo DiCaprio
- nominacja do Złotego Niedźwiedzia za udział w konkursie głównym – Baz Luhrmann

### Brytyjska Akademia Sztuk Filmowych i Telewizyjnych–BAFTA1998
- wygrana Nagrody im. Anthony’ego Asquitha za najlepszą muzykę filmową – Nellee Hooper
- wygrana Nagrody im. Davida Leana za najlepszą reżyserię – Baz Luhrmann
- wygrana w kategorii Najlepsza scenografia – Catherine Martin
- wygrana w kategorii Najlepszy scenariusz adaptowany – Baz Luhrmann, Craig Pearce
- nominacja w kategorii Najlepsze zdjęcia – Donald McAlpine

### Akademia Science Fiction, Fantasy i Horroru–Saturn1997
- nominacja w kategorii Najlepsze kostiumy – Kym Barrett

### Europejska Akademia Filmowa–Europejska Nagroda Filmowa1997
- nominacja w kategorii Najlepszy film zagraniczny roku – Screen International – Baz Luhrmann

### MTV Video Music Awards–Złoty Popcorn1997
- wygrana w kategorii Najlepsza aktorka – Claire Danes
- nominacja w kategorii Najlepszy film
- nominacja w kategorii Najlepszy aktor – Leonardo DiCaprio
- nominacja w kategorii Najlepsza piosenka filmowa – Crush, wyk. Garbage
- nominacja w kategorii Najlepszy duet – Claire Danes, Leonardo DiCaprio
- nominacja w kategorii Najlepszy pocałunek – Claire Danes, Leonardo DiCaprio

### Międzynarodowa Akademia Prasy–Satelita1997
- wygrana w kategorii Najlepsza scenografia – Catherine Martin
- nominacja w kategorii Najlepsza piosenka – Kissing You, wyk. Des’ree
- nominacja w kategorii Najlepsze zdjęcia – Donald McAlpine
- nominacja w kategorii Najlepszy montaż – Jill Bilcock
- nominacja w kategorii Najlepsze wydanie DVD (2007)